# Karima Skalli
Pour les articles homonymes, voir Skalli.
 (novembre 2019).
Si vous disposez d'ouvrages ou d'articles de référence ou si vous connaissez des sites web de qualité traitant du thème abordé ici, merci de compléter l'article en donnant les références utiles à sa vérifiabilité et en les liant à la section « Notes et références ».
Karima Skalli, née le 14 mars 1963 à Casablanca, est une chanteuse marocaine.
Elle est connue pour son répertoire de chansons classiques arabes. Elle est surnommée Asmahane du Maroc par la scène musicale égyptienne.

## Biographie
Karima Skalli est née à Casablanca, dans le quartier Bourgogne. Son père est un enseignant.
Depuis 1999, elle prend part à de grands festivals de musique aux niveaux national et international. Elle a enregistré plusieurs albums, Créations Marocaines, Wasla, produit par l’Institut du monde arabe, Bonheur Soufi et Laila.